# One-X
One-X je drugi studijski album kanadskog rock sastava Three Days Grace objavljen 12. lipnja 2006.

## Popis pjesama
| Br. | Skladba                | Trajanje |
| --- | ---------------------- | -------- |
| 1.  | »It's All Over«        | 4:09     |
| 2.  | »Pain«                 | 3:22     |
| 3.  | »Animal I Have Become« | 3:51     |
| 4.  | »Never Too Late«       | 3:29     |
| 5.  | »On My Own«            | 3:05     |
| 6.  | »Riot«                 | 3:27     |
| 7.  | »Get Out Alive«        | 4:22     |
| 8.  | »Let It Die«           | 3:09     |
| 9.  | »Over and Over«        | 3:11     |
| 10. | »Time of Dying«        | 3:08     |
| 11. | »Gone Forever«         | 3:41     |
| 12. | »One-X«                | 7:18     |

## Ljestvice
| Ljestvica (2009.)                     | Najviša pozicija |
| ------------------------------------- | ---------------- |
| U.S. Billboard 200                    | 5                |
| U.S. Billboard Top Rock Albums        | 2                |
| U.S. Billboard Top Alternative Albums | 15               |
| U.S. Billboard Top Hard Rock Albums   | 5                |
| U.S. Billboard Top Digital Albums     | 5                |
| U.S. Billboard Top Catalog Albums     | 15               |
| Canadian Albums Chart                 | 2                |